# 팔랑나비과
팔랑나비과는 왕팔랑나비등이 속하는 팔랑나비상과의 유일한 과이다. 팔랑나비과의 성충은 나방과 비슷하게 생겼으며, 알에 털을 붙여서 적의 눈을 속인다. 애벌레도 먹이식물의 잎을 바느질하듯이 말아서 집을 만드는데, 이러한 자기보호는 나비의 성충과 애벌레 모두 천적이 많기 때문에 생긴 본능이다. 나비는 사마귀, 기생벌, 쌍살벌 등의 많은 천적들을 갖고 있다. 한국에는 수리팔랑나비아과(3종), 흰점팔랑나비아과(10종), 팔랑나비아과(20종) 등 3개의 아과에 총 33종이 밝혀져 있다.

## 분류
팔랑나비과에 속하는 나비는 약 550 속 3,500 종에 이른다.
- 팔랑나비과 (Hesperiidae)
  - 수리팔랑나비아과 (Coeliadinae)
  - 팔랑나비아과 (Hesperiinae)
  - 돈무늬팔랑나비아과(Heteropterinae)
  - Megathyminae (논란 중)
  - 흰점팔랑나비아과 (Pyrginae)
  - Pyrrhopyginae
  - Trapezitinae